# 福岡機場
福岡機場（日语：／ Fukuoka Kūkō）是一個位於日本福岡縣福岡市博多區的國際與國內機場。因該機場曾為美國空軍所駐紮之板付基地，所以又曾稱為板付機場（Itazuke Field）；而在私有化後，福岡國際機場公司將之冠名為福岡國際機場（日语：／ Fukuoka Kokusai Kūkō），並於所有來往此機場的航班廣播中使用，但正式名稱仍未更改。另外，此機場亦附設航空自衛隊春日基地的飛機庫（板付地區），因此為軍民合用機場。

## 歷史
該機場於1944年由大日本帝國陸軍改名為席田飛行場。二戰結束後，從1945年到1972年由美軍控制，美軍佔領該飛行場後，將飛機場改名為板付空軍基地（Itazuke Air Base）。
板付空軍基地處於鼎盛時期時，曾是九州島上最大的美國空軍基地，但由於預算削減和駐日美軍的全面裁減，於1972年關閉。

### 美軍接收时期

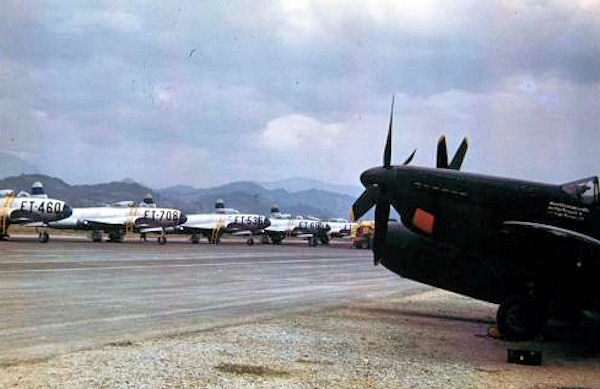
1950年，板付空軍基地內的美國空軍F-80流星戰鬥機及F-82雙生野馬戰鬥機

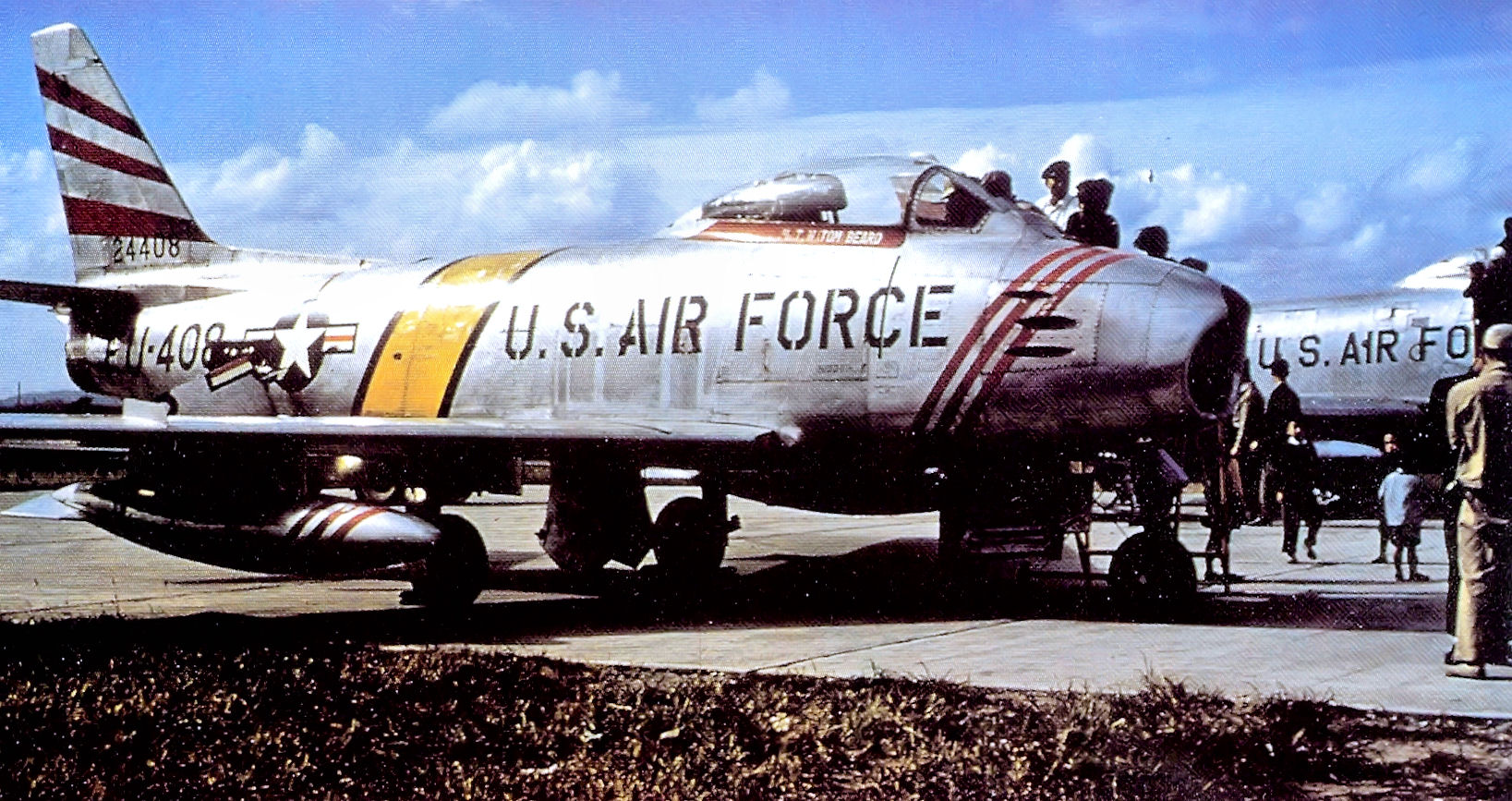
1954年，美國空軍第8戰鬥機聯隊的第36戰鬥轟炸機中隊於板付空軍基地一架編號52-4408的F-86軍刀戰鬥機

1945年8月，日本投降，第二次世界大戰結束後，1945年11月，美國空軍第38轟炸大隊在板付空軍基地駐紮了B-25轟炸機，為美國進入該設施的第一批部隊。第38轟炸大隊的任務是執行日常監視任務，監視九州和韓國之間的運輸流量，以阻止對韓國非法移民和貨物的走私。第38戰鬥機大隊與第8戰鬥機大隊（8th Fighter Group）共同於1946年4月1日被分配到該基地，執行佔領任務直到1947年4月。
在朝鮮戰爭期間，板付空軍基地是美國空軍的主要戰場，在防衛釜山邊界方面發揮了關鍵作用。1950年秋末，第8戰鬥機聯隊移至韓國的前進基地。隨著這一舉動，留在板付基地的支援部門被重新指定為第6160空軍基地聯隊（6160th Air Base Wing）。美國空軍將其多個作戰單位轉移到了在朝鮮進行作戰的基地，其中包括第49戰鬥機大隊、第58戰鬥轟炸機聯隊、第51戰鬥－攔截機聯隊、第452轟炸機聯隊、第27戰鬥機護航聯隊和德州空軍國民警衛隊的第136戰鬥機大隊。操作B-26轟炸機、F-80流星戰鬥機，B-26轟炸機、F-84戰鬥機、F-82戰鬥機和F-94。
1953年朝鮮停戰之後，戰時作戰部隊被緩慢撤回美國，或被分配到日本和韓國的其他機場。基地進入和平時代後，成為日本西部防禦的重要基地。美國空軍第8戰鬥機聯隊於1954年10月從位於韓國水原空軍基地的前線基地返回板付，成為未來的基地接收單位。
在1950年代，美國空軍第8戰鬥機聯隊接收了F-86軍刀戰鬥機，負責日本九州和韓國的防空，1956年換裝為新的F-100超級軍刀戰鬥機，1958年7月1日起，第8戰鬥機聯隊（8th Fighter Wing）更名為第8戰術戰鬥機聯隊（8th Tactical Fighter Wing），1961年，該聯隊接收了F-102三角劍戰鬥機用於防空攔截任務，1964年，該基地達到鼎盛時期，有超過100架美國軍機駐紮於此（60架F-105、20架F-102、20架F-100、3架T-33、2架T-39）
1964年6月1日，第6143空軍基地大隊（6143th Air Base Group）解散，第8戰術戰鬥機聯隊於1964年7月重新分配至加州喬治空軍基地，隨著第8聯隊的撤離，前來接替的單位為第348戰鬥支援大隊（348th Combat Support Group）及第41航空師進駐成為基地的戰鬥單位，該師下轄的第35戰術戰鬥機中隊，配備F-105雷公戰鬥轟炸機進駐板付基地，1967年，該中隊換裝為F-4幽靈II戰鬥機，1968年，因應越南戰爭，第35中隊由板付基地轉移至泰國，以支援對北越的作戰任務，改由第165戰術偵察機中隊的RF-101巫毒式偵察機進駐板付空軍基地。
1969年4月，第165戰術偵察機中隊由板付基地撤回美國肯塔基州路易斯維爾空軍國民警衛隊基地。
1970年，美國空軍宣布將板付空軍基地移交日本。1971年7月1日，第348戰鬥支援大隊解編，美國空軍設施於1972年3月31日關閉。

## 年表
- 1944年2月：日本陸軍的席田機場開始建設。
- 1945年5月：跑道完成。
- 1945年10月：美軍接收板付基地。
- 1951年10月：開設民航航線（福岡-大阪-東京）。
- 1959年3月1日：機場內的板付基地連同春日基地本部，交由同日成立的日本航空自衛隊西部航空司令所管轄。
- 1965年9月：開設國際航線（福岡-釜山）。
- 1970年12月：機場的管轄權移交到運輸省。
- 1972年3月：美國空軍放棄對板付基地的管轄權，移交日本航空自衛隊。
- 1972年4月：變更為第二種機場。
- 1993年3月3日：福岡市地下鐵機場線通車，提供轉乘服務。
- 1999年5月：新國際線客運大樓完成，舊國際線大樓改稱為第三客運大樓。
- 2004年1月：34跑道（现34R跑道）的ILS啟用。
- 2015年6月：開始改建新國內線客運大樓，第一、第二客運大樓一部分將拆除，第二大樓剩餘部分將與第三大樓合併為地上五層、地下兩層的大樓。
- 2016年3月：被指定為擁堵機場。
- 2016年10月：第一客運大樓關閉，第二、第三客運大樓合稱為國內線客運大樓。
- 2018年7月2日：由福岡國際機場控股、三菱商事、樟宜機場集團、西日本鐵道及九州電力合營的福岡國際機場公司成立，開始私有化程序，並於同年8月1日簽署管理契約。
- 2019年4月1日：機場營運正式私有化，由福岡國際機場公司接管，但擁有權仍屬國土交通省。
- 2025年：3月20日，由滑行道改成的第二跑道（長2500米×寬60米）正式啟用[5]。3月28日，國際線客運大樓更新改造完畢，啟用新的安檢、海關、飲食以及免稅店區域和設施[6]。

## 设施
航運大樓共有日本國內線（舊第二、第三）和國際線共三棟，貨物大樓國內線，國際線的兩棟。國內線航運大樓位於飛行跑道東側，1999年5月開始營運的國際線航運大樓則位於飛行跑道西側，約6-15分鐘有一班間隔免費的接駁巴士運行。本機場亦是日本最初設置登機橋的機場。
福岡機場最初只有一條2800公尺的跑道，而跑道的起降率跟同樣的第二種機場比較起來是最多的，每年起降次數達到14萬次（日本國內線12.6萬次，國際線1.4萬次），被指定為擁堵機場，新航綫的開設受到限制。故此，有關當局於2009年提出將位於原有跑道西面210米的滑行道改為2500公尺的第二跑道，并於2025年3月20日建成啟用。第二跑道靠近國際綫客運大樓一側，為減少跑道入侵事故，通常只用於國際航班的起飛。每年可處理的航班數目增加12,000班次，達到188,000班次。
由於機場位於福岡市市區內，故此市中心所在的博多區全區以至福岡市多數區域，均實施嚴格的建築物高度限制，以免阻礙福岡機場的航道；基於同樣原因，福岡機場實際上亦設有宵禁，晚上22時至次日早上7時停止定期航班起降（除了天氣、自然災害等不可抗力原因導致延誤，以及乘客疾病等緊急情況下，可於22時後起降之外），以減少滋擾。以上情況類似香港前啟德機場對九龍區的影響。

### 国内線⇔国際線免費聯絡巴士

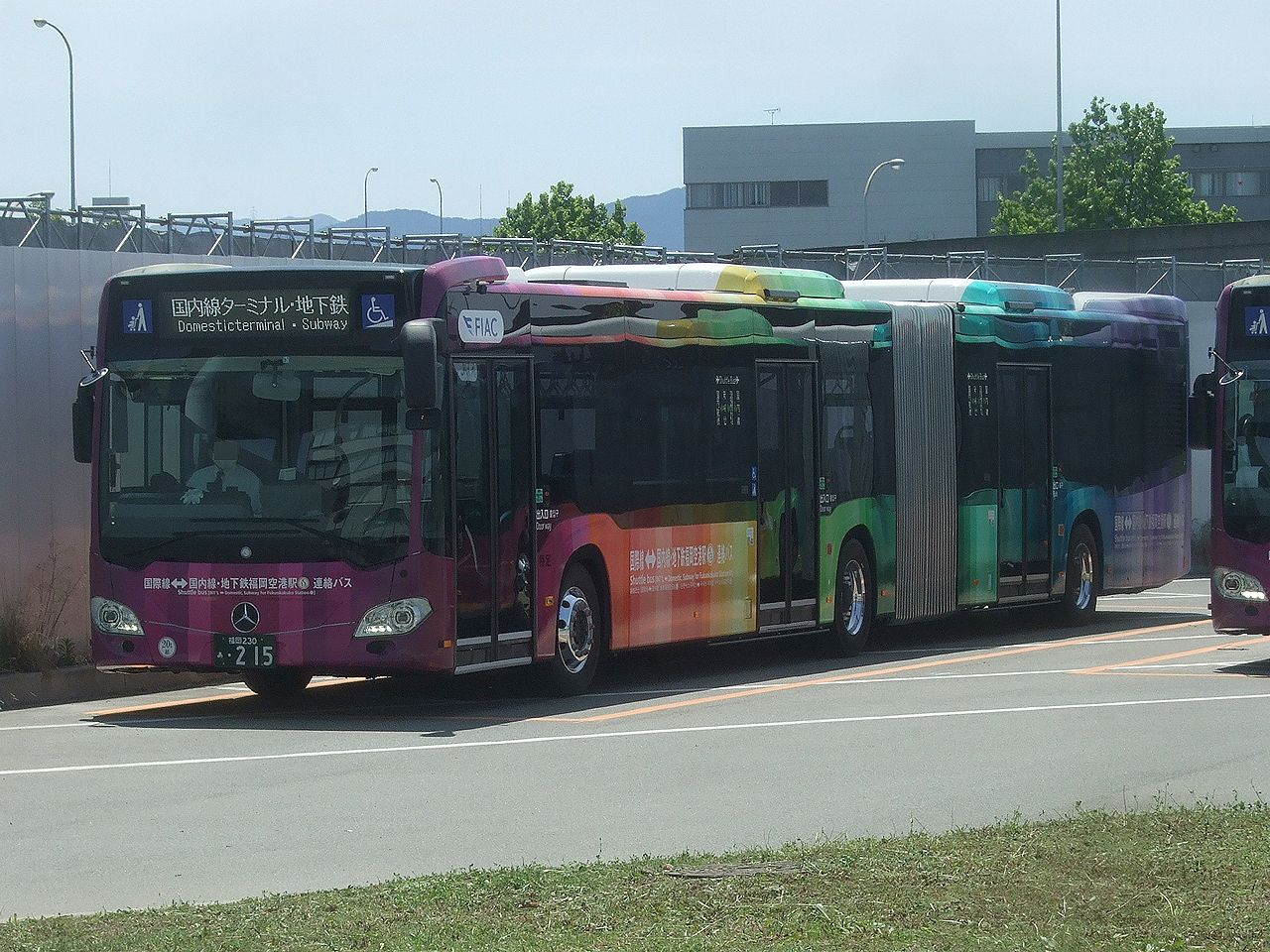
国内線⇔国際線聯絡巴士

福岡機場国内線客運大樓與国際線客運大樓之間，有免費聯絡巴士接駁運行。
由於福岡地鐵福岡機場站僅接駁國内線客運大樓，乘坐地鐵前往福岡機場並轉乘國際航班的旅客，可乘坐聯絡巴士前往国際線客運大樓。
從国際線客運大樓前往地鐵車站的旅客，可乘坐聯絡巴士到“国内線航站樓南”下車並轉乘。
班次間隔約6-15分鐘，使用18米長铰接巴士運行。
聯絡巴士部分行駛于機場限制區域的内部專用道路，可避免一般社會道路的擁堵，確保快捷、準點運行。
停靠站點
- 国内線航站樓→国際線航站樓（用時約10分鐘）
  - 国内線航站樓南 - 国内線航站楼北 - （專用道路） - 国際線航站樓（1樓）
- 国際線航站樓→国内線航站樓（用時約15分鐘）
  - 国際線航站樓（1樓） - （專用道路） - 国内線航站樓南

## 航空公司與航點

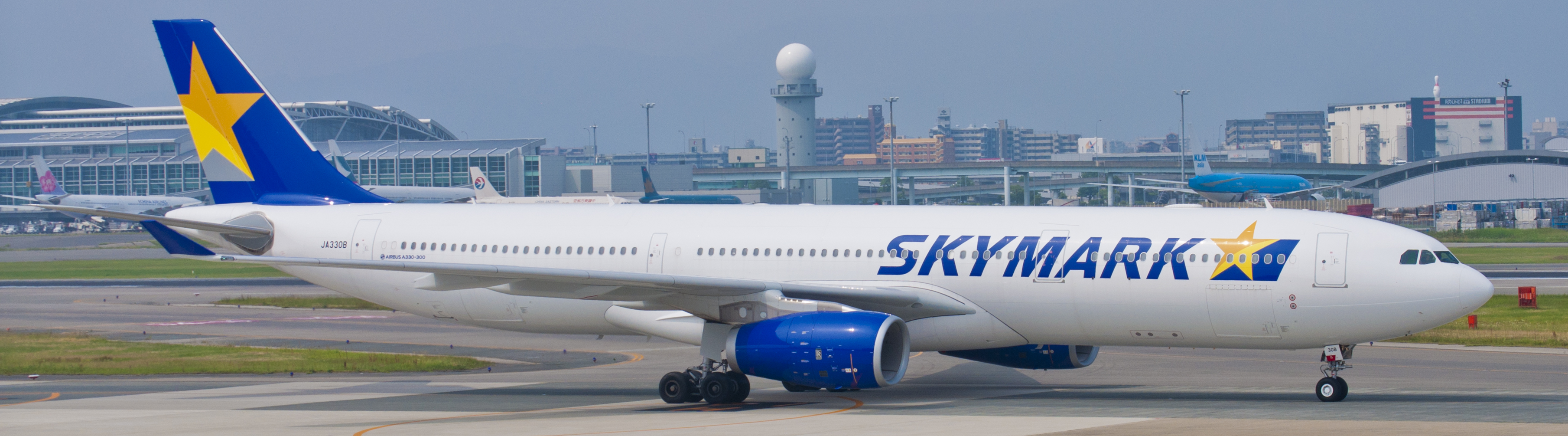
天馬航空的空中巴士A330-300型客機在福岡機場

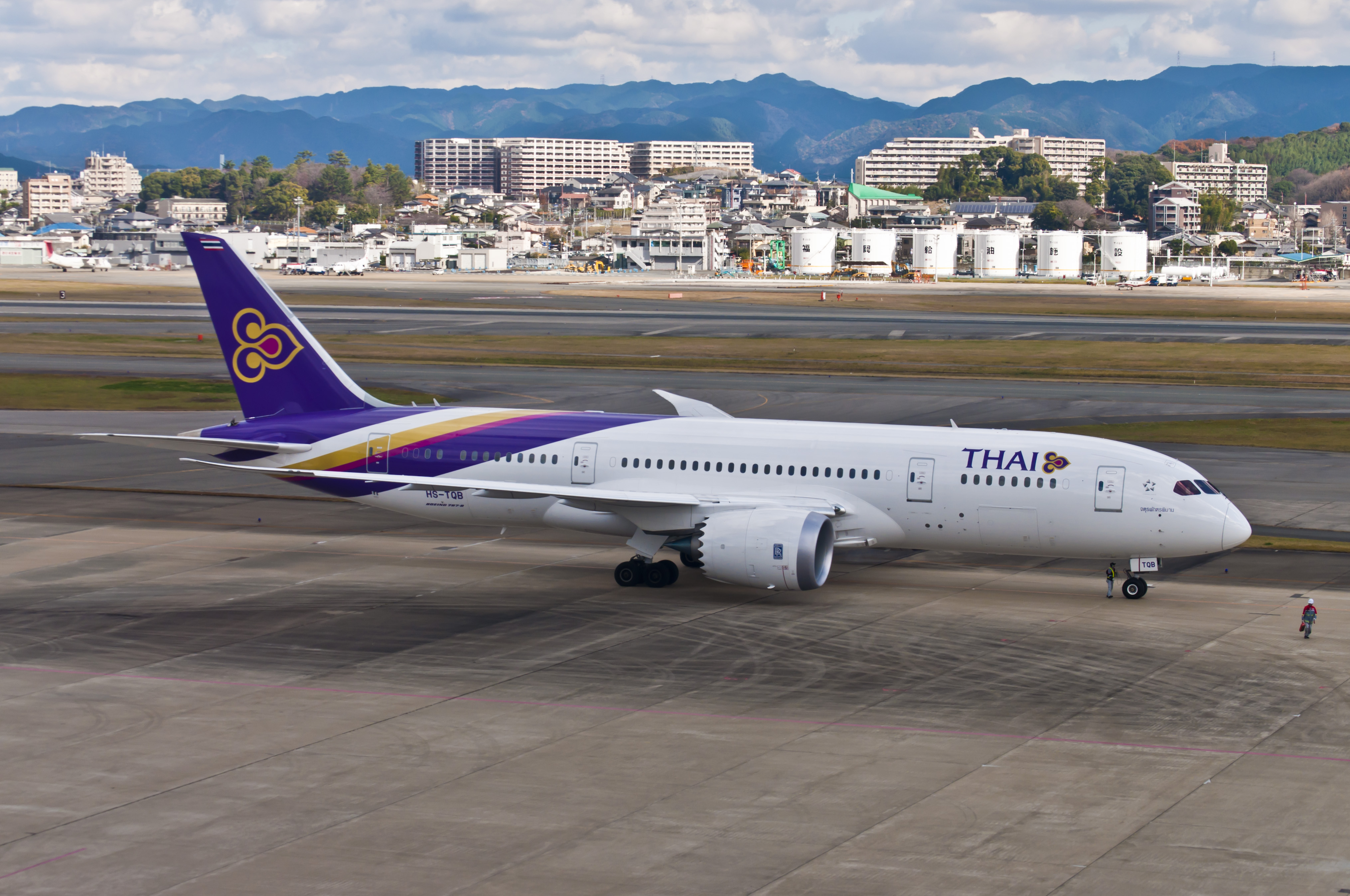
泰國國際航空的波音787-8型客機在福岡機場

國内線的航空路線有25條，1年的旅客人數約有1632萬人。日本國內航班的福岡─東京線接著新千歲─東京線乘客人數多。大阪和名古屋的航班數也持續增加，與東海道・山陽新幹線和高速巴士競爭激烈。國內線和國際線的旅客人數約有1856萬人（2004年）。本機場的旅客人數是繼羽田和成田的日本第3位。
| 航空公司                        | 目的地                                                                                     | 航廈 |
| ------------------------------- | ------------------------------------------------------------------------------------------ | ---- |
| 日本航空                        | 大阪-伊丹、東京-成田、東京-羽田、札幌-新千歲                                               | 國內 |
| 日本航空 由J-Air營運            | 宮崎、大阪-伊丹、奄美、高知、松山、德島、仙台、花卷                                        | 國內 |
| 日本航空 由日本越洋航空營運     | 沖繩                                                                                       | 國內 |
| 日本航空 由日本空中通勤營運     | 鹿兒島、出雲、屋久島                                                                       | 國內 |
| 全日本空輸                      | 沖繩、大阪-伊丹、大阪-關西、名古屋-中部、東京-成田、東京-羽田、札幌-新千歲                 | 國內 |
| 全日本空輸 由全日空之翼航空營運 | 對馬、五島福江、宮崎、沖繩、名古屋-中部、小松、新潟、仙台 季節性：石垣、宮古               | 國內 |
| 捷星日本航空                    | 大阪-關西、名古屋-中部、東京-成田                                                          | 國內 |
| 伊别克斯航空                    | 名古屋-中部、大阪-伊丹、小松、新潟、仙台                                                   | 國內 |
| 天馬航空                        | 沖繩、東京-羽田、茨城、札幌-新千歲                                                         | 國內 |
| 富士夢幻航空                    | 名古屋-小牧、松本、靜岡、新潟 、仙台(預計2025年10月26日開航)、花卷(預計2025年10月26日開航) | 國內 |
| 星悅航空                        | 名古屋-中部、東京-羽田、仙台(預計2025年10月3日開航)                                        | 國內 |
| 東方空橋                        | 五島福江 、宮崎、小松                                                                      | 國內 |
| 天草航空                        | 天草                                                                                       | 國內 |
| 樂桃航空                        | 沖繩、大阪-關西、東京-成田、札幌-新千歲                                                    | 國內 |
| 大韓航空                        | 首爾-仁川、釜山                                                                            | 國際 |
| 韓亞航空                        | 首爾-仁川                                                                                  | 國際 |
| 濟州航空                        | 首爾-仁川、釜山                                                                            | 國際 |
| 德威航空                        | 首爾-仁川、大邱、清州                                                                      | 國際 |
| 真航空                          | 首爾-仁川                                                                                  | 國際 |
| 首爾航空                        | 首爾-仁川                                                                                  | 國際 |
| 釜山航空                        | 首爾-仁川、釜山                                                                            | 國際 |
| 易斯達航空                      | 首爾-仁川                                                                                  | 國際 |
| 中華航空                        | 臺北-桃園、高雄                                                                            | 國際 |
| 長榮航空                        | 臺北-桃園、高雄                                                                            | 國際 |
| 台灣虎航                        | 臺北-桃園、高雄                                                                            | 國際 |
| 星宇航空                        | 臺北-桃園                                                                                  | 國際 |
| 中國國際航空                    | 上海-浦東、大連、北京-首都（經大連）                                                       | 國際 |
| 中國東方航空                    | 上海-浦東                                                                                  | 國際 |
| 上海航空                        | 上海-浦東、烟台                                                                            | 國際 |
| 吉祥航空                        | 上海-浦東                                                                                  | 國際 |
| 春秋航空                        | 上海-浦東、广州、寧波、大連                                                                | 國際 |
| 長龍航空                        | 西安                                                                                       | 國際 |
| 國泰航空                        | 香港                                                                                       | 國際 |
| 香港航空                        | 香港                                                                                       | 國際 |
| 香港快運航空                    | 香港                                                                                       | 國際 |
| 菲律賓航空                      | 馬尼拉                                                                                     | 國際 |
| 宿霧太平洋航空                  | 馬尼拉                                                                                     | 國際 |
| 越南航空                        | 河內、胡志明市                                                                             | 國際 |
| 越捷航空                        | 河內、胡志明市                                                                             | 國際 |
| 亞洲航空                        | 臺北-桃園、亞庇（經臺北-桃園）                                                             | 國際 |
| 泰國國際航空                    | 曼谷-蘇凡納布                                                                              | 國際 |
| 泰國越捷航空                    | 曼谷-蘇凡納布                                                                              | 國際 |
| 泰國亞洲航空                    | 曼谷-廊曼                                                                                  | 國際 |
| 新加坡航空                      | 新加坡                                                                                     | 國際 |
| 夏威夷航空                      | 檀香山                                                                                     | 國際 |

## 對外交通

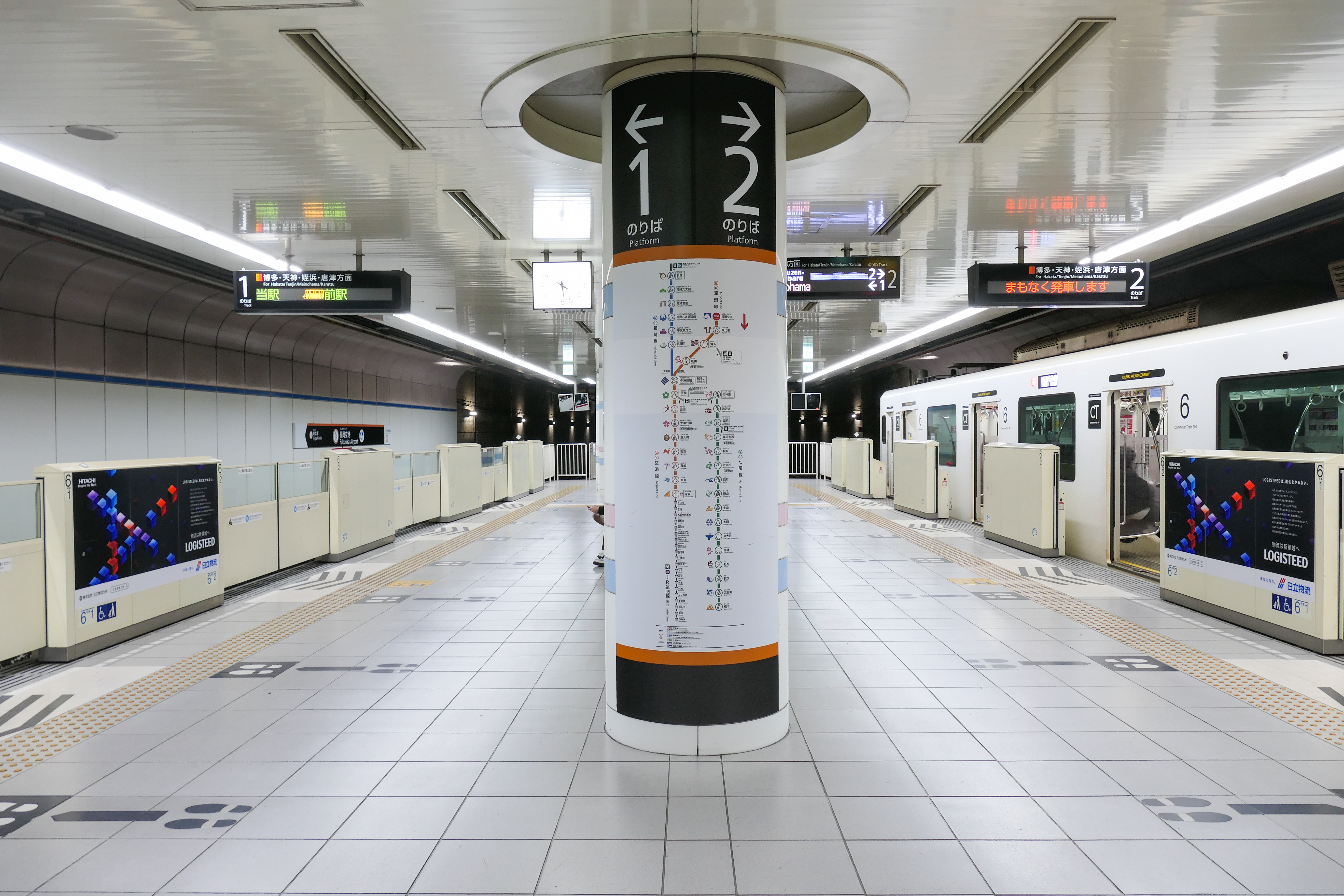
福岡機場站月台

福岡機場到的福岡市中心交通相當便利。可以轉乘福岡市地鐵機場線，到JR博多站約5分鐘（約4公里）。到福岡市中心天神約11分鐘（約12公里）。利用福岡都市高速公路30分鐘左右也能到太宰府。
- 福岡市交通局機場線福岡機場站
  - 直達國內線客運大樓，前往國際線客運大樓需換乘前述的聯絡巴士。
- 福岡高速道路 機場線 機場通出入口（日语：空港通出入口）

## 意外事件

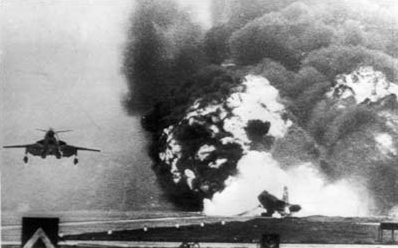
1969年4月22日，美國空軍第165戰術偵察機中隊一架編號54-1459的RF-101G巫毒式偵察機從板付空軍基地起飛時起火後墜毀，飛行員彈射跳傘

- 1951年5月10日，美國空軍一架F-86軍刀戰鬥機由板付空軍基地起飛後不久，墜毀於鄰近住宅區，5棟房屋被燒毀，11名居民死亡。
- 1957年2月26日，美國空軍一架F-100超級軍刀戰鬥機與一架C-47運輸機於基地附近竹下西町的空中相撞，墜毀在農田中，2棟房屋被燒毀
- 1961年8月15日，美國空軍一架F-102三角劍戰鬥機在起飛過程中起火墜毀，飛行員彈射逃生。
- 1963年1月18日，美國空軍一架F-100超級軍刀戰鬥機在起飛過程中偏離航道並墜入機場航站樓前的停機坪，並爆炸，1人受傷，辦公室被摧毀。
- 1968年6月2日，美國空軍一架RF-4C幽靈II偵察機在著陸過程中，墜毀于九州大学箱崎校區當時在建的計算機中心樓頂，飛行員彈射逃生，計算機中心5、6樓燒毀。事件引發當時九州大學師生游行抗議。
- 1970年3月31日，日本航空351號班機由東京飛往福岡，被日本赤軍劫持到朝鮮。
- 1989年12月16日，中國民航981號班機由北京飛往上海途中被劫持，最後被迫降落在福岡機場。
- 1996年6月13日，加魯達航空865號班機由福岡飛往雅加達，起飛時引擎發生故障，導致飛機墜毀，3人死亡。

## 外部連結
- 福岡機場（日語）（英文）（简体中文）（繁體中文）